# Kutas
Kutas is een plaats (község) en gemeente in het Hongaarse comitaat Somogy. Kutas telt 1567 inwoners (2001).